# 裴宽 (唐朝)
裴宽（681年—755年），绛州闻喜县（今山西省运城市闻喜县）人，出自河东裴氏定著五房之一的南来吴裴。

## 生平
裴宽父裴无晦，袁州刺史。裴宽博通方略，因为文词进用，骑射、弹棋、投壶都非常精通。景云年间，为润州参军，刺史韦铣为按察使，引用他为判官。他清正干练善于剖析判断，韦铣看重其才，把女儿嫁给了他。后考中拔萃科，被举任为河南县丞。再转任为长安县尉。当时宇文融为侍御史，清查天下田户，上奏派他为江南东道勾当租庸地税兼覆田判官。转任为太常博士。礼部拟定国忌之日享庙用乐，发布给太常，裴宽深明礼节，特立新意，以为庙尊忌卑则登歌用乐，庙卑忌尊则去龠不用乐。中书令张说认为裴宽明识，举用实行。再转任为刑部员外郎。有万骑将军马崇白天杀人，当时开府、霍国公王毛仲受宠掌权，想要徇私，裴宽坚决不从。兵部尚书萧嵩为河西节度使，奏用裴宽及郭虚己为判官，多年专受委任，萧嵩加为中书令，裴宽历任中书舍人、御史中丞、兵部侍郎。开元二十一年（733年）冬，裴耀卿以黄门侍郎知政事，扈从出关，管理江、淮转运，在河阴置粮仓，奏用裴宽为户部侍郎，作为他的副手。
裴宽性情友爱，弟兄多为高官，子侄也有名望，于东京洛阳建宅同住，八院相对，外甥侄子都有休憩之所，击鼓而食，当世以为荣耀。选为吏部侍郎，唐玄宗还京，又改任蒲州刺史。蒲州境内长久干旱，他一入境，大雨乃至。转任河南尹，不附权贵，致力抚恤，政事得到好的治理。改为左金吾卫大将军，一年后，裴宽担任太原尹，赐紫金鱼袋。玄宗赋诗为他饯行：“德比岱云布，心如晋水清。”
天宝初年，转任陈留郡太守，兼采访使。不久范阳节度使李适之入朝为御史大夫，任命裴宽为范阳节度使兼河北采访使接替他。当年，又加御史大夫，当时北平军使乌承恩依仗蕃酋与宫中往来，恣意求取钱财，裴宽以法办理他。檀州刺史何僧献生口数十人，裴宽把他们都送回去，于是夷夏感动心悦诚服。
天宝三载（744年），唐玄宗以安禄山为范阳节度使，裴宽为户部尚书、兼御史大夫。唐玄宗平素看重裴宽，刑部尚书裴敦复讨伐海贼回京，夸大海贼势力，又大肆叙功以广开请托之路，裴宽曾经密奏此事。数日后，有河北将士入奏，说裴宽在范阳能干，塞上的人民都思念他，玄宗叹赏很久。李林甫害怕裴宽入相，又讨厌裴宽与李适之关系好，于是召唤裴敦复，而且把裴宽告发他的话告诉他。裴敦复任气性情粗疏，与裴宽素不相让，以为李林甫对自己推诚对待，于是愿意结交，而且诉说了自己的怨恨。先前，裴宽把亲故之名告诉裴敦复，求为他们请军功。这时裴敦复气愤裴宽告发其事，李林甫说："裴公应该速奏，别落后于人。"不久裴敦复扈从皇帝到温泉宫，裴宽在京城没有去。遇到裴敦复属下军将程藏曜、郎将曹鉴。曹鉴是郴州富人；程藏曜是岭南首领之子。都因为有其他事，被人告到御史台，裴宽接受状书，捕拿曹鉴等鞫问。裴敦复判官太常博士王悦听说了，认为裴宽要追究裴敦复之过，连夜到温泉宫告知。裴敦复非常怕，整理行装待罪，于是令子婿用五百金贿赂杨贵妃的姐姐杨三娘。杨三娘于是为他说话，第二日贬裴宽为睢阳太守。
裴宽以清简为政，于是所到之处被百姓爱戴。当时都希望他为宰辅。韦坚下狱，裴宽又因为是亲戚贬为安陆别驾员外置。李林甫派罗希奭杀李适之，绕路到安陆，想要吓死裴宽。裴宽叩头请求，罗希奭没有住下就走了。裴宽怕死，上表请求出家为僧，唐玄宗不许。裴宽崇信佛经，常与僧人往来，焚香礼忏，年老更加笃信。官至东海郡太守、襄州采访使、银青光禄大夫，转冯翊郡太守，入朝拜为礼部尚书。天宝十四载（755年）卒，时年七十五岁。玄宗下诏赠太子少傅，赙帛一百五十段、粟一百五十石。兄弟八人，都是明经及第，进入台省、担任郡守的有五人。
裴宽去世之后，儿子裴珣为河内郡太守。安禄山造反，他正为父亲服丧，想要投奔京城，怕连累其母，于是到河东节度诉说诚心而后退去。后来为母丁忧，又陷入史思明之手，担任伪官，派弟弟裴朗秘密奉表疏抵达上京。唐代宗时，裴珣为左司郎中、兼侍御史、河东道租庸判官。